# Corinne Mentzelopoulos
Corinne Chryssoula Mentzelopoulos, née le 6 juillet 1953 à Boulogne-Billancourt (Hauts-de-Seine), est propriétaire et gérante de la société Château Margaux qui produit le prestigieux premier grand cru classé de Bordeaux.

## Biographie

### Carrière
Son père, André Mentzelopoulos, né en 1915 à Patras dans le Péloponnèse, est un homme d’affaires grec. Il achète en 1958 la chaîne de magasins Félix Potin. En 1977, il se rend acquéreur de la propriété du château Margaux appartenant à Bernard Ginestet pour 77 millions de francs français. Il meurt en 1980 et c’est sa fille Corinne, alors âgée de 27 ans, qui prend sa succession,.
Licenciée ès lettres classiques, elle est en outre diplômée de l’institut d’études politiques de Paris. Ayant commencé sa carrière à l’agence Havas en tant que chef de produits, elle rejoint le groupe familial comme contrôleur de gestion chez Primistères, société qui gère les magasins Félix Potin.
En poursuivant le programme d’investissement défini par son père, elle réussit, dans les années qui suivent la disparition de celui-ci, à faire face à l’explosion, à partir de 1982, de la demande pour les grand vins de Bordeaux.
En 1991, la famille Agnelli rachète à la famille Mentzelopoulos le groupe Exor, propriétaire de Perrier (35 %) et de Château Margaux. Elle ne détient alors plus que 25 % du vignoble. Elle devient cependant actionnaire du groupe Exor (avec droit de préemption), puis monte à hauteur de 6,6 % dans le capital d'Ifint (société holding de la famille Agnelli) en échange de 15 % du capital d'Exor.
Cette association avec la famille Agnelli dure jusqu’en 2003, date à laquelle le groupe italien revend ses parts (75 %), permettant à Corinne Mentzelopoulos de les racheter (entre 200 et 350 millions d'euros), et de redevenir l’unique actionnaire du domaine. En échange, Corinne Mentzelopoulos revend à la famille Agnelli les 9,6 % du groupe Exor qu'elle possède.
Sa fille Alexandra et son fils Alexis travaillent à ses côtés dans la gestion et le développement du prestigieux vignoble,. Fin 2023, Corinne Mentzelopoulos prend sa retraite et nomme son fils Alexis Leven-Mentzelopoulos comme Gérant de Château Margaux. Sa fille Alexandra Petit-Mentzelopoulos devient Présidente du Conseil de Surveillance de la holding.
Elle a organisé des parties de bridge pour relations d'affaires.

### Vie privée
Corinne Mentzelopoulos se remarie avec Hubert Leven, neveu de Gustave Leven, propriétaire des eaux Perrier jusqu'en 1990 et fils de Georges Leven.
Elle fait l’acquisition en 2010 d’un terrain de 8 000 m2 qui comprend deux maisons sur l’île de Ré dans le village des Portes-en-Ré. Le bien est revendu en 2022 à l’entrepreneur Laurent de Gourcuff pour 7,5 millions d’euros.

## Fortune
Selon le magazine Challenges, en 2015, Corinne Mentzelopoulos possède une fortune estimée à 613 millions d'euros, ce qui la classe 104e fortune française. Selon le magazine Capital, en 2015, Corinne Mentzelopoulos possède une fortune estimée à 770 millions d'euros, ce qui la classe 71e fortune française, et a diversifié ses avoirs dans les fonds d'achat à effet de levier.
En 2020, Challenges la classe 133e fortune et 8e femme la plus riche avec 680 millions d'euros.
Elle est la propriétaire d'un holding, Soparexo, et dispose ainsi d'un important patrimoine mobilier et immobilier.
La famille Mentzelopoulos est citée dans l'affaire des SwissLeaks pour des avoirs dissimulés en Suisse et aux îles Caïmans,.

## Distinction
- Officier de la Légion d'honneur (30 décembre 2011)[18].